# Comuna de Kobiele Wielkie
Kobiele Wielkie (polaco: Gmina Kobiele Wielkie) é uma gminy (comuna) na Polónia, na voivodia de Lodz e no condado de Radomszczański. A sede do condado é a cidade de Kobiele Wielkie.
De acordo com os censos de 2004, a comuna tem 4431 habitantes, com uma densidade 43,5 hab/km².

## Área
Estende-se por uma área de 101,85 km², incluindo:
- área agricola: 63%
- área florestal: 27%

## Demografia
Dados de 30 de Junho 2004:
|                      | Total   | Total | Mulheres | Mulheres | Homens  | Homens |
| -------------------- | ------- | ----- | -------- | -------- | ------- | ------ |
|                      | pessoas | %     | pessoas  | %        | pessoas | %      |
| População            | 4431    | 100   | 2224     | 50,2     | 2207    | 49,8   |
| Densidade (pop./km²) | 43,5    | 100   | 21,8     | 21,8     | 21,7    | 21,7   |

De acordo com dados de 2002, o rendimento médio per capita ascendia a 1311,3 zł.

## Comunas vizinhas
- Gidle, Kodrąb, Masłowice, Radomsko, Wielgomłyny, Żytno